# Draconema cephalatum
Draconema cephalatum är en rundmaskart som beskrevs av Nathan Augustus Cobb 1913. Draconema cephalatum ingår i släktet Draconema och familjen Draconematidae. Arten är reproducerande i Sverige. Inga underarter finns listade i Catalogue of Life.